# Kolchische Tiefebene
Koordinaten: 42° 15′ 35,7″ N, 42° 27′ 11,9″ O

Kolchischer „Regenwald“ in der Tiefebene

Die Kolchische Tiefebene befindet sich im westlichen Transkaukasien auf dem Gebiet von Georgien. 
Sie erstreckt sich zwischen der Schwarzmeerküste im Westen, den Bergen des Großen Kaukasus im Nordosten und denen des Kleinen Kaukasus im Süden.
Entlang der Schwarzmeerküste reicht sie von Sochumi im Norden bis nach Kobuleti im Süden. 
Im westlichen Teil erhebt sich die Kolchische Tiefebene unwesentlich über dem Meeresniveau, während sie im östlichen Teil eine Höhe von 100–150 m erreicht.
Das Tiefland ist von Alluvialböden und
synklinalen Muldenstrukturen gekennzeichnet.
Das Klima ist subtropisch feuchtwarm mit warmen Sommern und kühlen Wintern. Die Jahresniederschläge liegen üblicherweise bei 1500 mm. Die durchschnittlichen Temperaturen liegen im Januar bei 4,5–6 °C, im August bei 23–24 °C. Im Winter kommt es mitunter zu leichtem Frost, gelegentlich kann auch Schnee fallen, der über Nacht oder einige wenige Tage liegen bleiben kann. Die natürliche Vegetation ist der feuchte Kolchische Lorbeerwald mit vielen endemischen Arten und Eiszeitrelikten.
Die bedeutendsten Flüsse der Kolchischen Tiefebene sind Rioni und Enguri.
An der Küste bei der Hafenstadt Poti liegt der Paliastomi-See. Es gibt Erdöl- und Erdgasvorkommen. Außerdem  befinden sich in der Kolchischen Tiefebene mehrere Thermal- und Mineralquellen (bspw. bei Zqaltubo).